# 小胸維妮的幸福旅程
《小胸維妮的幸福旅程》，2014年緯來電視網自製的電視電影，映畫傳播製作，由吳慷仁、周幼婷、李妍瑾、隆宸翰、高盟傑、葛蕾主演。2014年1月16日開拍，2014年2月22日殺青。2014年5月18日於緯來電影台上檔。本劇劇本入圍第36屆金穗獎優良電影劇本。

## 播出時間

### 首播
| 頻道       | 所在地 | 開播日期      | 播放時間  |
| ---------- | ------ | ------------- | --------- |
| 緯來電影台 | 臺灣   | 2014年5月18日 | 週日21:00 |

## 演員列表

### 主要演員
| 演員   | 角色        | 形象 | 介紹 |
| 吳慷仁 | David何大偉 |      | 維妮的男朋友 |
| 周幼婷 | 高維妮      |      | 大偉的女朋友 |
| 李妍瑾 | 王凱蒂      |      | 新來的女同事，擁有超大美胸，維妮所仰慕的特定部位，同時是情敵； 剛入職為了廣告靈感實驗、自願站在振動按摩機上喊殺很大、引發碩大美胸的視覺效果；曾被大偉讚許凱蒂很柔軟、還不敬意看向她的乳溝、害得她有點尷尬、但經過大偉阻止陳董對她的性騷之後心裡已對大偉漸生情愫 |
| 隆宸翰 |             |      | |
| 高盟傑 |             |      | 暗戀王凱蒂、而凱蒂也把他當成朋友 |
| 葛蕾   | 美真        |      | 維妮的母親 |
| 邱俊儒 |             |      | |

### 其他演員
| 演員 | 角色 | 介紹 |

### 特別演出
| 演員 | 角色 | 介紹 |

## 電視劇歌曲
| 曲別   | 歌名 | 演唱者 | 作詞 | 作曲 |
| 片頭曲 |      |        |      |      |
| 片尾曲 |      |        |      |      |

## 拍攝場景
該片於台中市多處拍攝，包括：后里馬場、后豐鐵馬道、秋紅谷公園、米蘭時尚整形診所等等。臺中市政府也給予該片100萬元輔導金及拍攝支援。

## 花絮
主演這齣劇的李妍瑾身材矯好、穿馬甲突顯好身材外，其中一場戲得站在搖搖機上推薦商品，只見她示範搖搖機動作，並且以娃娃音喊出「殺很大」！這卻是李妍瑾認為最難演的一場戲，穿著馬甲的她站上搖搖機，當機器啟動時，據她所稱自己的奶子真是抖的很厲害、又故意擺動身體狂抖奶的、搞得拍攝現場一片歡樂，在劇情中被廣告主吃豆腐，而現實生活其實也有類似的情節發生、使得李妍瑾回憶這些過往相當氣憤。

## 製作團隊
- 出品公司：緯來電視網股份有限公司、映畫傳播事業股份有限公司
- 總策劃：林嘉莉
- 監　製：辛建忠
- 製作公司：映畫傳播事業股份有限公司
- 製作人：郭建宏、張曼娜
- 導　演：朱家麟
- 編　劇：吳瑾蓉

## 新聞
- 李妍瑾裝娃娃音喊「殺很大」 狂抖奶電倒眾人 （页面存档备份，存于）
- 吳慷仁、周幼婷 「小胸維妮」再對戲
- 周幼婷火辣床戲吃不消　翻雲覆雨急又猛 （页面存档备份，存于）
- 102年度徵選優良電影劇本入圍名單 （页面存档备份，存于）

## 作品的變遷
| 緯來電影台 週日21:00 ～23:15 | 緯來電影台 週日21:00 ～23:15         | 緯來電影台 週日21:00 ～23:15 |
| ---------------------------- | ------------------------------------ | ---------------------------- |
|                              | 小胸維妮的幸福旅程 （2014年5月18日） |                              |
| 我叫侯美麗 （2014年5月4日）  | 把我娶回家 （2015年1月25日）         |                              |